# Calopteryx hyalina
Calopteryx hyalina är en trollsländeart som beskrevs av Martin 1909. Calopteryx hyalina ingår i släktet Calopteryx och familjen jungfrusländor. IUCN kategoriserar arten globalt som starkt hotad. Inga underarter finns listade i Catalogue of Life.